# Charles Glenn Howard
Charles Glenn Howard (ur. 24 lipca 1897 w Indianapolis, zm. 29 marca 1946) – amerykański kierowca wyścigowy.

## Kariera
W swojej karierze Howard startował głównie w Stanach Zjednoczonych w mistrzostwach AAA Championship Car oraz towarzyszącym mistrzostwom słynnym wyścigu Indianapolis 500. W 1922 roku na torze Indianapolis Motor Speedway był czternasty.